# Барча, Айя
Айя Барча (Aija Barča) — латвийский политический деятель, депутат Сейма 5 созывов.
Родилась 26 октября 1949 года в волости Усмас Вентспилсского района.
Окончила среднюю школу в г. Угале (1968), Лиепайский педагогический институт по специальности «учитель латышского языка и литературы» (1972) и Университет управления и социальной работы «Аттистиба» (1997), в 2005 году получила степень магистра социальной работы в Лиепайской педагогической академии.
Работала в Лиепае учителем в школе и (с 1980-х гг.) в органах государственного самоуправления в отделе социальной защиты. До 1990 года состояла в КПСС. На 1993 год - глава Департамента социального страхования города Лиепаи.
В 1993 году неудачно баллотировалась на выборах в 5-й Сейм от Партии «Зелёных». Перейдя в социал-демократическую рабочую партию, в 1997 году была избрана в Лиепайскую городскую Думу, а в 1998 году — в 7-й Сейм.
На выборах в Сейм 2002 года ЛСДРП потерпела поражение, не получив ни одного мандата.
После этого Айя Барча в 2004 году стала одним из основателей Лиепайской партии, созданной председателем Лиепайской городской думы Улдисом Сесксом, и в 2005 году получила место в Лиепайской гордуме. На парламентских выборах 2006 года Лиепайская партия баллотировалась вместе с Народной партией, и Айя Барча была избрана в 9-й Сейм, где работала во фракции Народной партии. После выхода Народной партии из правительства Валдаса Домбровскиса вышла из фракции и продолжила работу в Сейме в качестве независимого депутата.
В 2010 году избрана в 10-й Сейм по спискам Союза зелёных и фермеров, председатель комиссии по социально-трудовым вопросам. На внеочередных парламентских выборах в 2011 году снова получила поддержку избирателей. В 2014 году избрана депутатом 12-го Сейма и снова возглавила комиссию по социально-трудовым вопросам.
Осенью 2018 года так же баллотировалась на выборах в 13-й Сейм от Союза зеленых и фермеров, но не была избрана.
С 1 марта 2019 года социальный работник — консультант в Приморской больнице в Лиепае.
С мая 2019 года глава Федерации пенсионеров Латвии (сменила в этой должности Андраса Силиньша).
На выборах в 14-й Сейм 2022 года безуспешно баллотировалась от «Объединенного списка», в котором участвовала Лиепайская партия.